# Slag bij Bloedrivier
De Slag bij Bloedrivier werd uitgevochten tussen de Voortrekkers en de Zoeloes op 16 december 1838. Deze slag vormt een van de belangrijkste voorvallen van de Grote Trek in Zuid-Afrika.

## Voorgeschiedenis
In 1837 trok de groep Voortrekkers onder leiding van Piet Retief door het Zoeloekoninkrijk, in de hoop er land te vinden om zich te vestigen. De toenmalige Zoeloekoning Dingane onderhandelde hierover met Piet Retief. Dingane zou de Voortrekkers een groot stuk land tussen de rivieren Tugela en Umzimvubu schenken, op voorwaarde dat ze zijn vee, gestolen door het stamhoofd Sikonyela, naar hem zouden terugbrengen. Op 3 februari 1838 arriveerde Retief met het gestolen vee en het volgende traktaat (vrij vertaald) werd op 6 februari getekend door Dingane:

Aangezien Piet Retief, gouverneur van de Voortrekkers, mijn vee dat door Sikonyela gestolen is, teruggevonden en nu aan mij uitgeleverd heeft, stem ik, Dingaan, koning van de Zoeloes, daartoe in om hiermee aan genoemde Retief en zijn landgenoten Port Natal en het aangrenzende gebied in eeuwigdurende bezitrecht af te staan, dit wil zeggen, het gebied westwaarts vanaf de Tugela tot bij de Umzimvubu en vanaf de zee noordwaarts tot zo ver als dat de grond bruikbaar mag zijn en aan mij behoort.

Dezelfde dag, bij de ceremonie waarbij het landcontract tussen Dingane en Retief werd getekend, werden Retief, zijn zoon en zijn afgezanten echter gevangengenomen en geëxecuteerd. De groep van Retief, die op zijn terugkeer zaten te wachten, werd in de nacht van 17 februari bij Bloukrans afgeslacht en al hun vee werd gestolen. Een strafexpeditie van de andere Voortrekkers ging hopeloos verloren met de Slag bij Italeni.
De verbolgen Voortrekkers gaven het idee van een vreedzaam samenleven met de Zoeloes op en eisten hun landconcessie op als eigendom. Ze kozen Andries Pretorius als hun nieuwe leider en stuurden een boodschapper naar Dingane om hun beslissing over te brengen. Dingane doodde de boodschapper en verzamelde een impi Zoeloekrijgers om de Voortrekkers weg te jagen. Op 9 december 1838 legde Sarel Cilliers voor de (calvinistische) Voortrekkers een gelofte af aan God, die ze tot aan de dag van de slag iedere avond herhaalden. Indien God de overwinning zou schenken, zouden ze de dag eren als vrije dag en op die plaats een kerk bouwen. De gelofte zou volgens de overlevering als volgt gaan:

Mijne broeders en medelandgenoten, hier staan wij tans op een ogenblik voor een heilige God van hemel en aarde om een belofte aan Hem te beloven, als Hij met Zijn bescherming met ons zal wezen, en onze vijand in onze handen zal geven dat wij hem overwinnen, dat wij die dag en datum elk jaar als een verjaardag en een dankdag zoals een Sabbat in Zijn eer zal doorbrengen, en dat wij een tempel tot Zijn eer stichten zal, waar het Hem zou behagen, en dat wij het ook aan onze kinderen zal zeggen, dat zij met ons erin moeten delen, tot gedachtenis ook voor onze opkomende geslachten. Want de ere van zijn naam daardoor zal verheerlijkt worden, dat de roem en eer van overwinning aan Hem zal worden gegeven.

Op 15 december vestigde Pretorius zich aan de oever van de Ncome en bouwde een laager (een cirkel van 64 ossenwagens).

## De slag
Op 16 december bestormde een Zoeloeleger van ongeveer 10 000 man sterk het laager van 464 Voortrekkers met 200 knechten. Om hun assegaaien (Zoeloesperen) goed te gebruiken moesten de Zoeloes zo dicht mogelijk bij het laager komen. De Voortrekkers waren met hun vuurwapens veel beter uitgerust en de aanstormende Zoeloes vielen bij bosjes dood neer. Na drie onsuccesvolle aanvallen van de Zoeloes stuurde Pretorius zijn cavalerie op de vijand af en sloegen de Zoeloes op de vlucht.
Dankzij hun laager, hun geweren, hun motivatie en hun twee (mogelijk drie) scheepskanonnen (onder meer Grietjie) versloegen de Voortrekkers de Zoeloes verpletterend: ongeveer 3000 Zoeloes werden gedood. Slechts drie Voortrekkers werden tijdens deze slag gewond, waaronder Andries Pretorius die door een assegaai geraakt werd. Geen enkele Boer liet het leven. Omdat het bloed van de gevallen Zoeloekrijgers volgens de overlevering de Ncome bloedrood kleurde, werd de rivier door de Voortrekkers omgedoopt tot Bloedrivier.

## Geloftedag
De triomferende Voortrekkers besloten na deze overwinning om hun pact met God jaarlijks te herdenken als Geloftedag, Dingaansdag of Dag van de Eed. Vandaag de dag is 16 december nog steeds een Zuid-Afrikaanse feestdag, de naam werd in 1994, na de eerste democratische verkiezingen die het ANC aan de macht bracht, omgedoopt tot Verzoeningsdag.

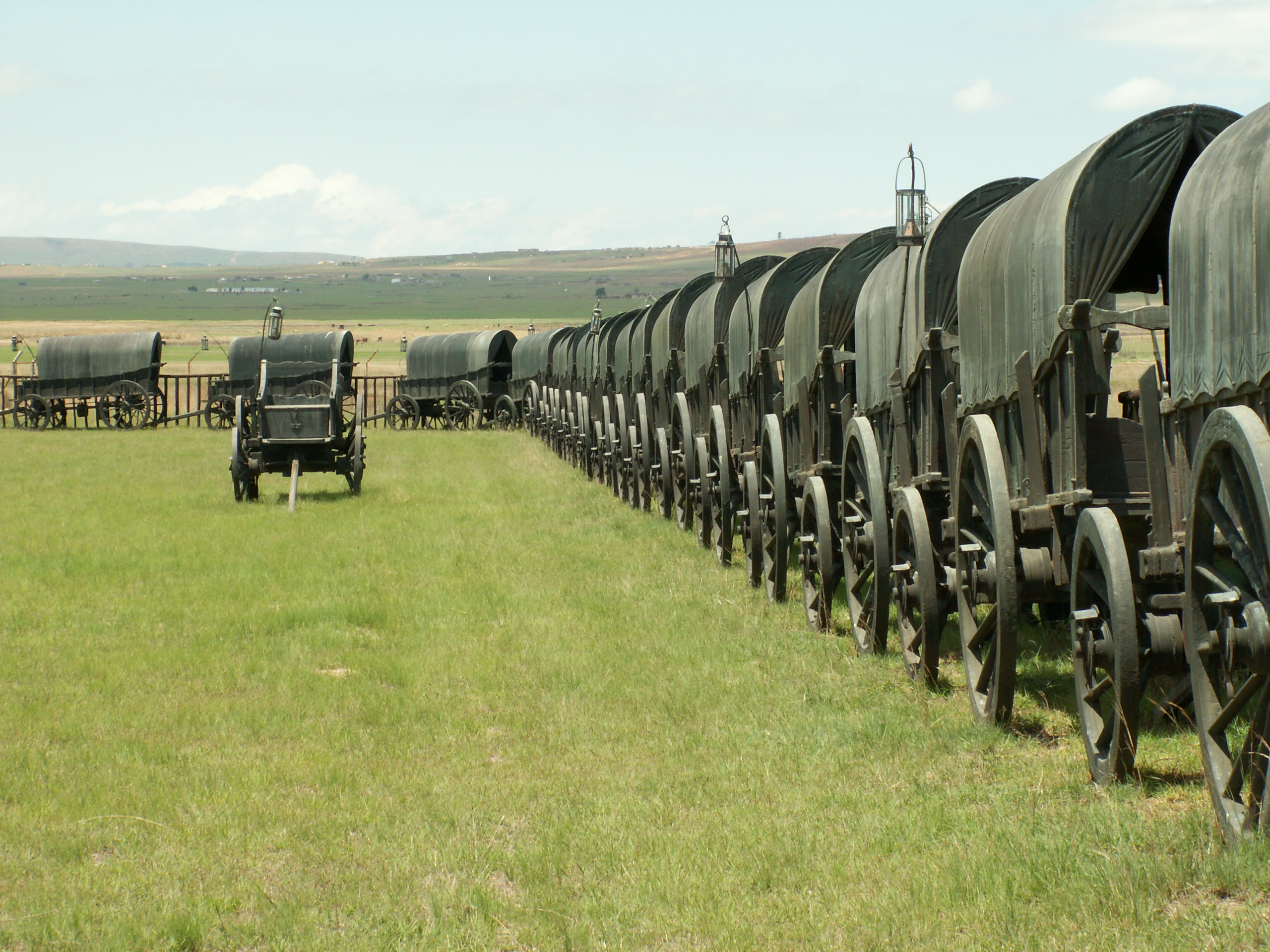
Laager als onderdeel van het monument

## Nationaal monument
De heuvels rond de Bloedrivier zijn beschermd als nationaal monument. Er staan onder meer een in koper uitgevoerde replica van het laager van de boeren en een granieten ossenwagen. De volgens belofte door de Voortrekkers gebouwde kerk herbergt nu een souvenirwinkel.
De slag werd verfilmd in het Zuid-Afrikaanse epos Die Bou van 'n Nasie uit 1938.